# Campeonato Asiático de Atletismo de 2013 - 3000 m com obstáculos feminino
A prova dos 3000 metros com obstáculos feminino do Campeonato Asiático de Atletismo de 2013 foi disputada no dia 5 de julho de 2013 no Shree Shiv Chhatrapati Sports Complex em Pune, na Índia. 

## Recordes
Antes desta competição, os recordes mundiais e do campeonato nesta prova eram os seguintes:
|                       | Nome                     | Nacionalidade | Tempo     | Local  | Data                  |
| --------------------- | ------------------------ | ------------- | --------- | ------ | --------------------- |
| Recorde mundial       | Gulnara Samitova-Galkina | Rússia        | 8m 58s 81 | Pequim | 17 de agosto de 2008  |
| Recorde do campeonato | Minori Hayakari          | Japão         | 9m 52s 42 | Kobe   | 9 de julho de 2011    |
| Recorde asiático      | Liu Nian                 | China         | 9m 26s 25 | Wuhan  | 2 de novembro de 2007 |

Os seguintes recordes foram estabelecidos durante esta competição: 
| Data       | Evento | Atleta     | Nacionalidade | Tempo     | Notas                 |
| ---------- | ------ | ---------- | ------------- | --------- | --------------------- |
| 5 de julho | Final  | Ruth Jebet | Bahrein       | 9m 40s 84 | Recorde do campeonato |

## Medalhistas
| Ouro             | Prata             | Bronze              |
| Ruth Jebet (BHR) | Sudha Singh (IND) | Pak Kum Hyang (PRK) |

## Cronograma
Todos os horários são locais (UTC+5:30).
| Data       | Hora  | Evento |
| ---------- | ----- | ------ |
| 5 de julho | 19:25 | Final  |

## Final
A final da prova ocorreu dia 5 de julho às 19:25.
| Posição           | Atleta                  | Nacionalidade   | Tempo    | Notas                 |
| ----------------- | ----------------------- | --------------- | -------- | --------------------- |
| Medalha de ouro   | Ruth Jebet              | Bahrein         | 9:40.84  | Recorde do campeonato |
| Medalha de prata  | Sudha Singh             | Índia           | 9:56.27  |                       |
| Medalha de bronze | Pak Kum Hyang           | Coreia do Norte | 10:09.80 |                       |
| 4                 | Yoshiko Arai            | Japão           | 10:11.36 |                       |
| 5                 | Eranga Rashila Dulakshi | Sri Lanka       | 10:18.39 |                       |
| 6                 | Misato Horie            | Japão           | 10:24.55 |                       |
| 7                 | Kiran Tiwari            | Índia           | 10:48.02 |                       |
| 8                 | Chen Chao-Chun          | Taipé Chinesa   | 10:53.08 |                       |
| 9                 | Priyanka Singh Patel    | Índia           | 11:07.34 |                       |

Legenda
| Recorde mundial       | Recorde mundial (World record)               |                       | Recorde africano                      | Recorde africano (African) |                                           | Q | Classificado por posição (Qualified) |
| Recorde do campeonato | Recorde do campeonato (Championship record)  | Recorde da América    | Recorde da América (Americas)         | q                          | Classificado por melhor tempo (Qualified) |   |                                      |
| Melhor marca do ano   | Melhor marca do ano (World leading)          | Recorde asiático      | Recorde asiático (Asian)              | DNS                        | Não largou (Did not start)                |   |                                      |
| Recorde nacional      | Recorde nacional (National record)           | Recorde europeu       | Recorde europeu (European)            | DNF                        | Não terminou (Did not finish)             |   |                                      |
| Recorde pessoal       | Recorde pessoal do atleta (Personal best)    | Recorde da Oceania    | Recorde da Oceania (Oceania)          | DSQ / DQ                   | Desclassificado (Disqualified)            |   |                                      |
| Recorde da temporada  | Recorde da temporada do atleta (Season best) | Recorde sul-americano | Recorde sul-americano (South America) | NM                         | Sem marca (No mark)                       |   |                                      |